# 瓦庫利亞尼山
15°56′3″S 71°30′53″W / 15.93417°S 71.51472°W
瓦庫利亞尼山（Waqullani），是秘魯的山峰，位於該國南部阿雷基帕大區的阿雷基帕省，屬於安第斯山脈的一部分，毗鄰與卡伊尤馬省接壤的邊境，海拔高度5,290米。